# البهاغافاتا بورانا
البهاغافاتا بورانا (بالسنسكريتية: भागवतपुराण)‏، هو واحد من أعظم ثمانية عشر بورانات في الهندوسية (ماهابورانا). ألفه، باللغة السنسكريتية، فيدا فياسا، وهو يعزز البهاكتي (التفاني) تجاه كريشنا، وقد دمج موضوعات من فلسفة أدفايتا (الوحدوية) لأدي شانكارا، وفيشيشتادفايتا (أحادية مؤهلة) لرامانوجاشاريا، ودفايتا فيداتا (ثنائية) مادهفاتشاريا.

## روابط خارجية
- Swami Prabhupāda's version Bhaktivedanta Vedabase
- Gita Press version
- The Translation of Sankaradeva's Gunamala - the 'pocket-Bhagavata' (Assam version)
- Translation of Sankaradeva's Veda-Stuti (The Prayer of the Vedas), Bhagavata, Book X, from Sankaradeva's Kirttana Ghosa, the 'Bhagavata in miniature'
- Bhagavata Purana Research Project, Oxford University
- A prose English translation of Srimad Bhagavatam, MN Dutt (Open access limited to the US and parts of Europe)
- Bhagavata Purana Research Project, (Srimad Bhagavatam English Version)
- An Android app with text in Devanagari and IAST, two different English translations and two different recitations: Srimad Bhagavatam (English)